# N. L. Balakrishnan
Narayanan Lakshmi Balakrishnan (nacido como Velayudhan; 17 de abril de 1943 - 25 de diciembre de 2014), conocido comúnmente como N. L. Balakrishnan, fue un fotógrafo y actor de cine indio que trabajó en el cine malayalam. Trabajó como fotógrafo en alrededor de 170 películas y se ha asociado con grandes directores como G. Aravindan, John Abraham, Adoor Gopalakrishnan, P. Padmarajan, Bharathan y KG George. Fue actor, con 180 créditos a su nombre, y también ha trabajado como reportero gráfico en Kerala Kaumudi.

## Fotografía
Balakrishnan es conocido por su trabajo como fotógrafo en las películas del director y maestro G. Aravindan. Trabajó con Aravindan en 11 películas, entre ellas Kanchana Sita, Pokkuveyil, Chidambaram y Vasthuhara. Balakrishnan trabajó con Adoor Gopalakrishnan en cinco películas: Prathisandhi (película documental concebido para UNICEF), Swayamvaram, Kodiyettam, Mukhamukham y Elippathayam. También formó parte de numerosas otras películas paralelas de los años 1970 y 1980. Él trabajó con otros directores como John Abraham, KP Kumaran, Lenin Rajendran, P. Padmarajan, Bharathan y KG George, así como con los cineastas comerciales como Sathyan Anthikad. Con Padmarajan, Balakrishnan se ha asociado en ocho películas, entre ellas Peruvazhiyambalam, Oridathoru Phayalvaan, Novemberinte Nashtam, Innale y Namukku Parkkan Munthiri Thoppukal. Spadikam de Bhadran (1995) fue la última película que trabajó como fotógrafo.
Balakrishnan trabajó como fotógrafo en cerca de 170 películas. Él fue el primero en tomar imágenes fijas mientras la película se está rodando. La práctica hasta entonces era plantear después que las escenas fueran filmadas por la cámara de cine. El fotógrafo veterano R. Gopalakrishnan dice: "Él [Balakrishnan] también fue el primero en tomar una fotografía sin usar el flash, e hizo su .. alambiques naturales que también demostró que mejores fotografías podrían ser tomadas con la cámara de 35 mm, en lugar de los 120 mm, que había estado en boga a principios". De acuerdo con el crítico de cine señalado CS Venkiteswaran, Balakrishnan era mucho más que un fotógrafo; él era un "historiador con el atuendo de un fotógrafo." Venkiteswaran dice: "Él [Balakrishnan] viajó con los cineastas más importantes de malayalam, capturó sus estados de ánimo, los momentos durante el rodaje de películas y también el ambiente cultural y social de los períodos en que se hicieron estas películas."

## Vida personal
Trabajó como reportero gráfico en Kerala Kaumudi durante once años (1968-1979). También fue el jefe del Forum for Better Spirit, un grupo a favor de la bebida formada con el objetivo de cabildeo para el suministro subvencionado y abundante de buen licor en Kerala. Balakrishnan ha publicado un libro titulado Black and White (2011).
En noviembre de 2014 se le diagnosticó un cáncer. Murió el 25 de diciembre de 2014. También sufría de diabetes y otras enfermedades relacionadas con la edad. Le sobreviven su esposa Nalini y único hijo Rajan.

## Premios
- 2012: Kerala Film Critics Association Awards – Chalachithra Prathiba award
- 2014: Special Award by Kerala Lalithakala Akademi[8]

## Filmografía

### Como actor
1. Daivathinte Swantham Cleetus (2013)
2. Kanyaka Talkies (2013)
3. Isaac Newton Son of Philippose (2013)
4. Bhoopadathil Illatha Oridam (2012)
5. Da Thadiya (2012)
6. My Dear Kuttichaathan- 3D (2011)
7. Shikkar (2010)
8. Kandahar (2010)
9. Aayiram Varnangal (2009)
10. Bhoomi Malayalam (2009)
11. 2 Harihar Nagar (2009)
12. The Mother Earth (2009)
13. Pakal Nakshatrangal (2008)
14. Thirakkatha (2008)
15. Robo (2008)
16. Anthiponvetham (2008)
17. Hareendran Oru Nishkalankan (2007)
18. Inspector Garud (2007)
19. Athisayan (2007)
20. Made in USA (2005)
21. Thalamelam (2003)
22. Joker (2000)
23. The Gang (2000)
24. Kudumbakodathi (1996)
25. Vrudhanmare Sookshikkuka (1995)
26. Spadikam (1995)
27. Three Men Army (1995)
28. Manathe Kottaram (1994)
29. Aayirappara (1993)
30. Kavadiyattam(1993)
31. Ulsavamelam (1992)
32. Chanchattam (1991)
33. Malootty (1991)
34. Mookilla Rajyathu (1991)
35. Aparaahnam (1991)
36. Mukha Chithram(1991)
37. Inale(1991)
38. Vasthuhara(1991)
39. Kallanum Policum(1991)
40. Kouthukavaarthakal (1990)
41. Nanma Niranjavan Sreenivasan (1990)
42. Dr. Pasupathy (1990)
43. Saandram (1990)
44. Varnam (1989)
45. David David Mr David (1988)
46. Pattanapravesham (1988)
47. Kakkothikkavile Appooppan Thaadikal (1988)
48. Orkaappurathu (1988)
49. Ammaanamkili (1986)

### Como fotógrafo
- Sphadikam 1995
- Mayamayooram
- Malootty 1992
- Vadakkunokkiyantram 1989
- Peruvazhiyambalam
- Oridathoru Phayalvaan
- Novemberinte Nashtam
- Innale
- Namukku Parkkan Munthiri Thoppukal
- Panchavadi Palam 1984
- Adaminte Variyellu 1983
- Manju 1983
- Aravam 1980
- Elippathayam
- Kodiyettam
- Swayamvaram
- Vasthuhara
- Pokkuveyil
- Chidambaram
- Kanchana Sita
- Kallichellamma

## Para leer más
- N. L. Balakrishnan, I. Shanmukhadas (1–7 June 2014). «നിശ്ചല നിമിഷങ്ങളുടെ അഭ്ര ചരിത്രകാരൻ». Mathrubhumi Illustrated Weekly (en malayalam): 10-25.